# Classe Slava
A Classe Slava (ou Project 1164 Atlant) é uma classe de cruzadores da marinha da Rússia, sendo precedida pela classe Kynda, e sucedida pela Classe Kirov. Apesar de menores que as embarcações desta classe, eles possuem a mesma quantidade de armamentos.
Alguns navios projetados para a classe Slava (os Almirante Flota Sovetskovo Soyuza Gorshkov, Varyag e Sevastopol) foram cancelados. O Oktyabrskaya Revolutsiya também foi cancelado, mas foi o único que chegou a ser desmontado.

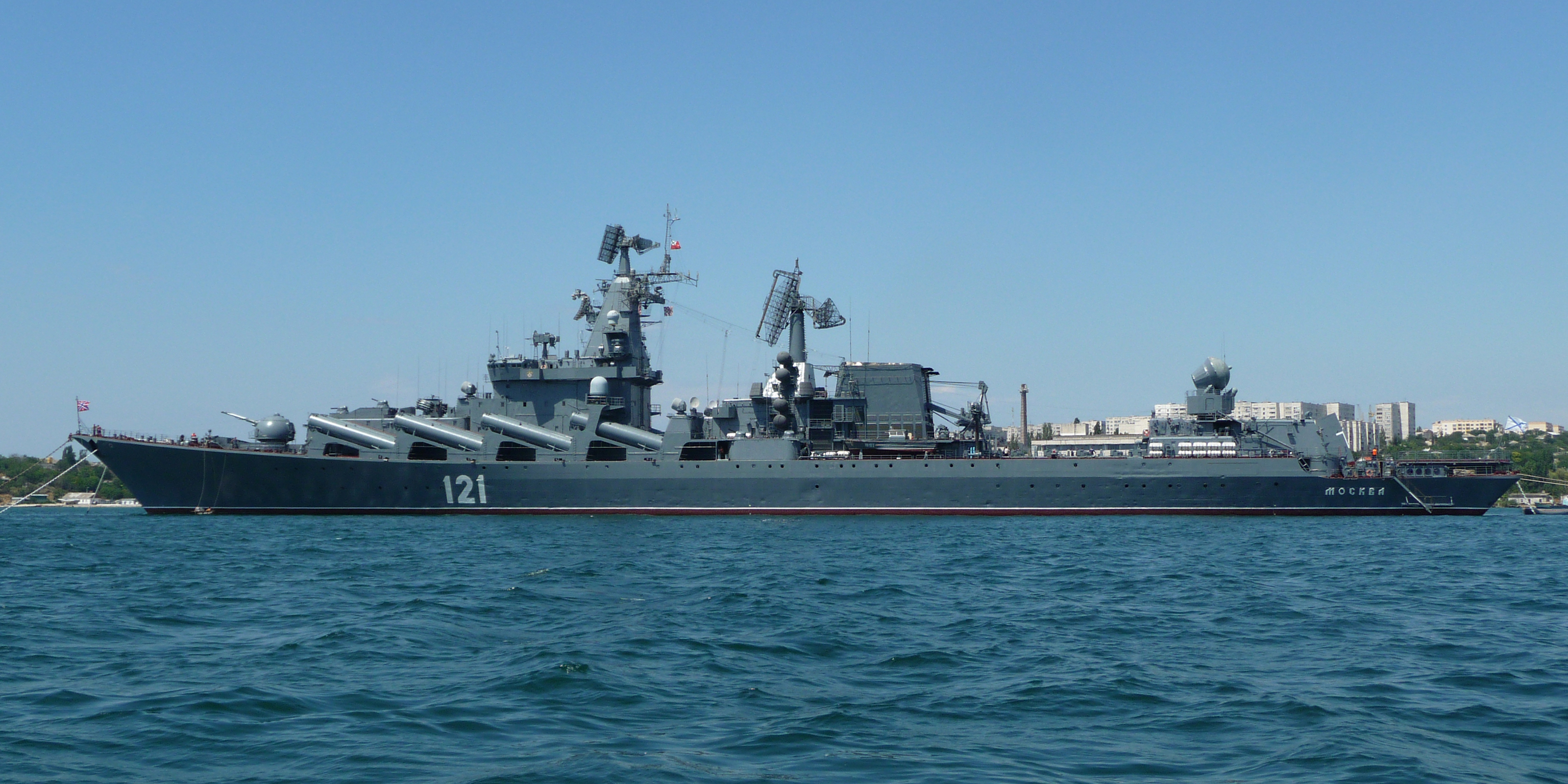
Cruzador Slava (agora Moskva).
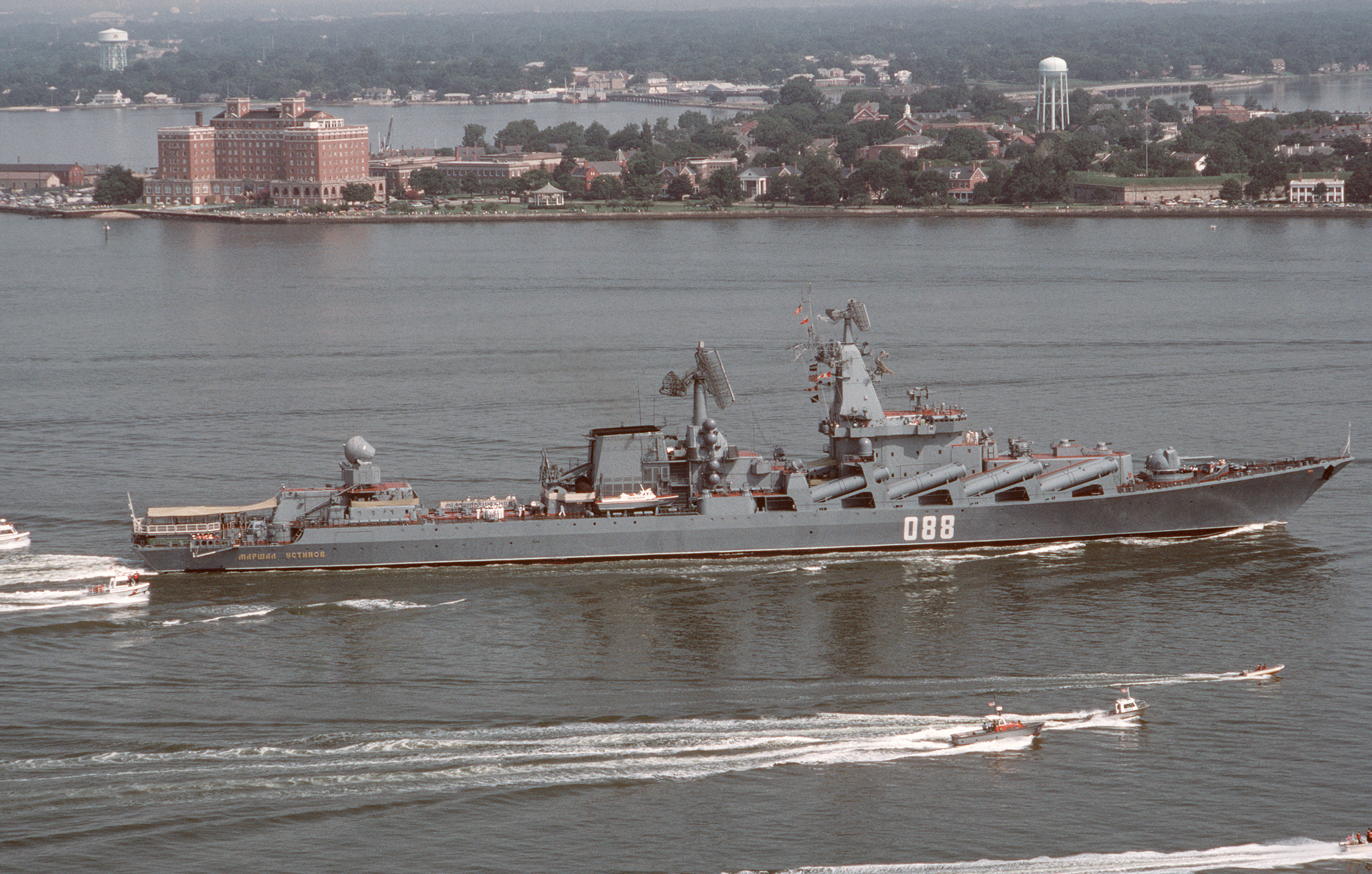
O cruzador almirante Flota Lobov (agora Marechal Ustinov).
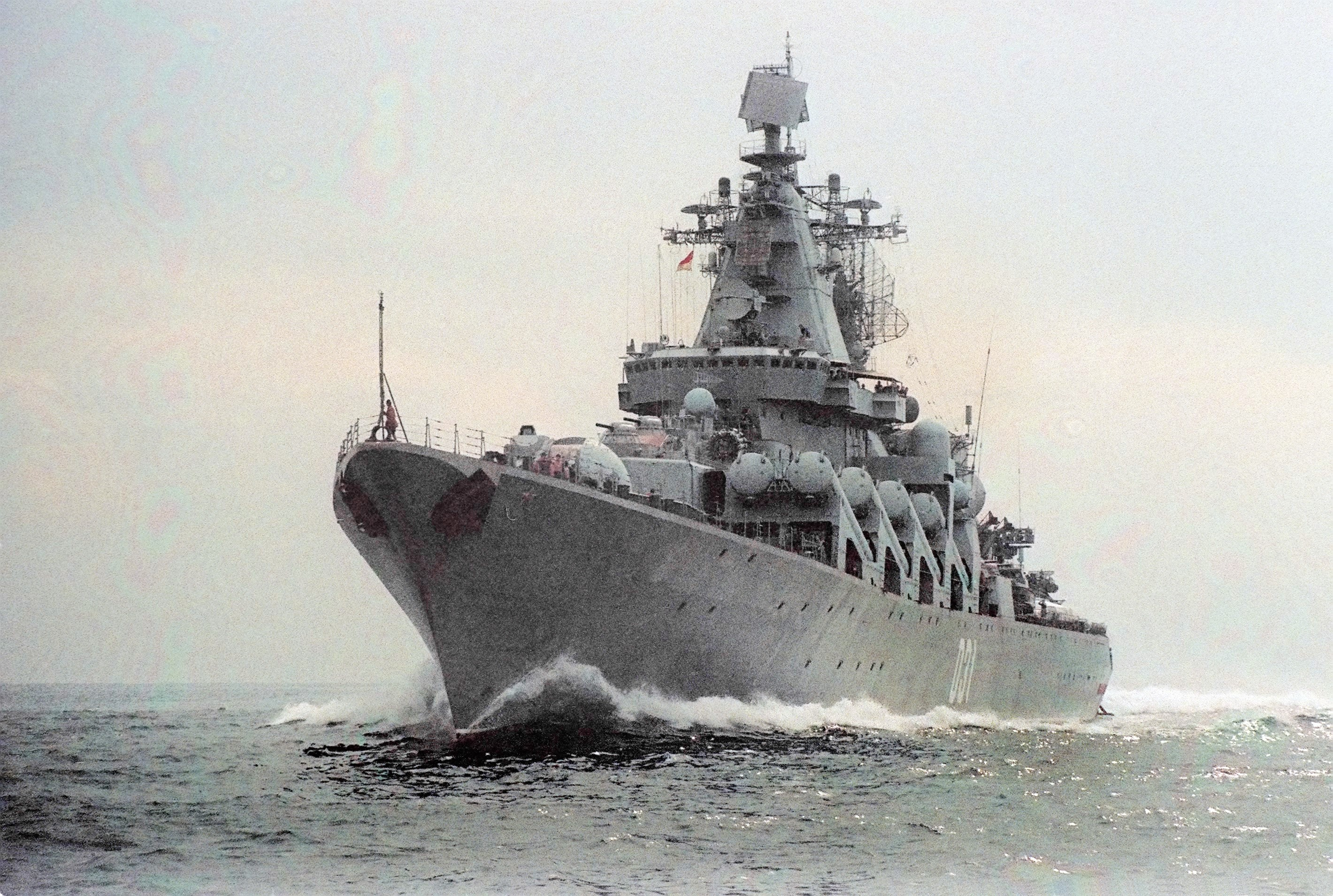
Cruzador Chervona Ukraina (agora Varyag).
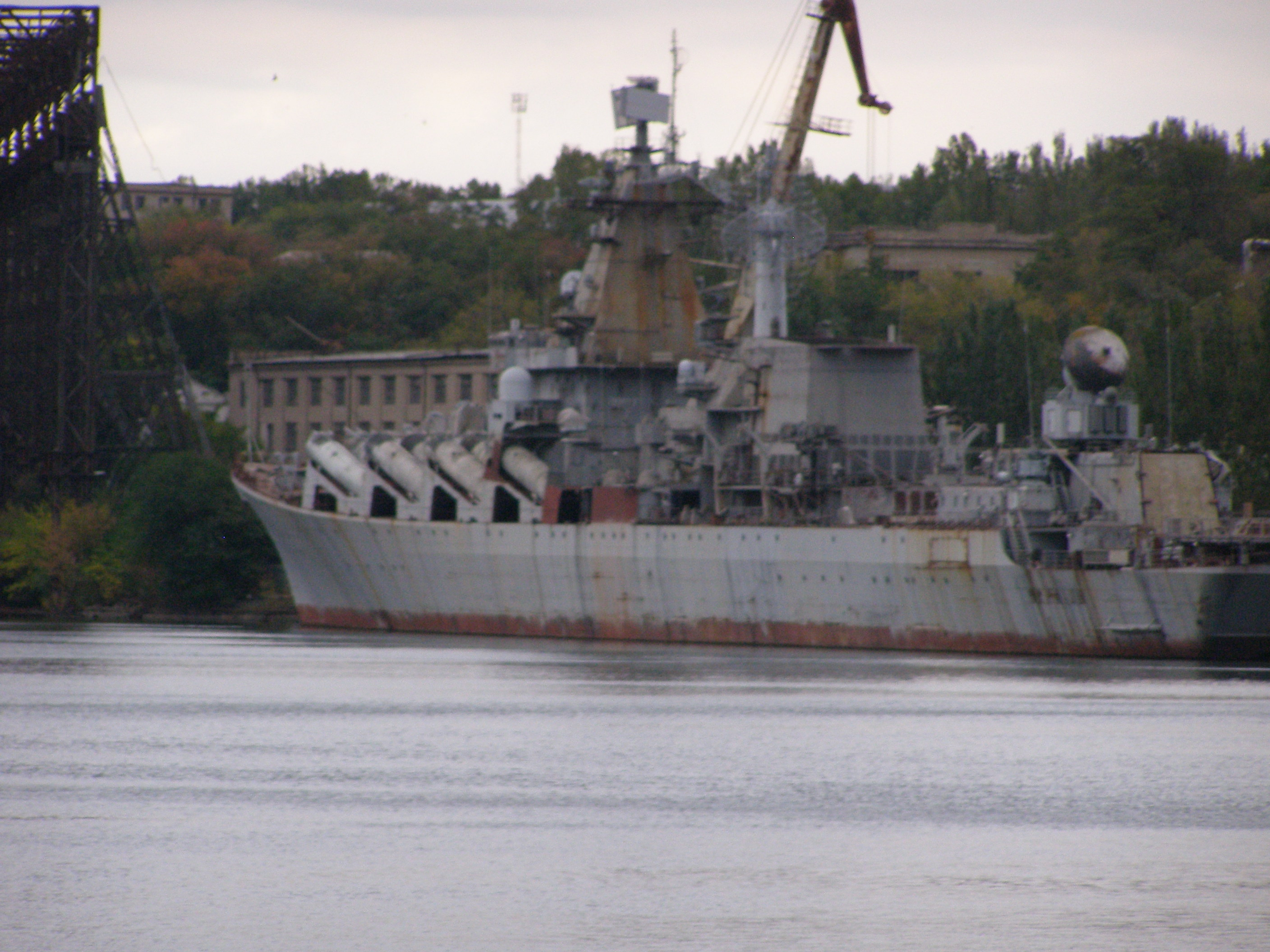
Cruzador Komsomolets, ou o outro Flota Lobov (agora Ukrayina).

## Navios da classe
| Nome                                     | Renomeado       | Batimento de quilha | Estado                                                                   |
| ---------------------------------------- | --------------- | ------------------- | ------------------------------------------------------------------------ |
| Slava                                    | Moskva          | 1976                | Afundado em 2022 no mar negro durante a Invasão da Ucrânia pela Rússia   |
| Admiral Flota Lobov                      | Marshal Ustinov | 1978                | Em atividade na Marinha da Rússia com a Frota do Norte.                  |
| Chervona Ukrayina                        | Varyag          | 1979                | Em atividade na Frota do Pacífico.                                       |
| Komsomolets / Admiral Flota Lobov        | Ukrayina        | 1983                | Nunca finalizado por problemas no orçamento, transferido para a Ucrânia. |
| Oktyabrskaya Revolutsiya                 | N/D             | 1988                | Cancelado e desmanchado em 1990                                          |
| Admiral Flota Sovetskovo Soyuza Gorshkov | N/D             | planejado para 1990 | Cancelado em 1990                                                        |
| Varyag                                   | N/D             | N/D                 | Cancelado em 1990                                                        |
| Sevastopol                               | N/D             | N/D                 | Cancelado em 1990                                                        |

## Armamentos
Mísseis

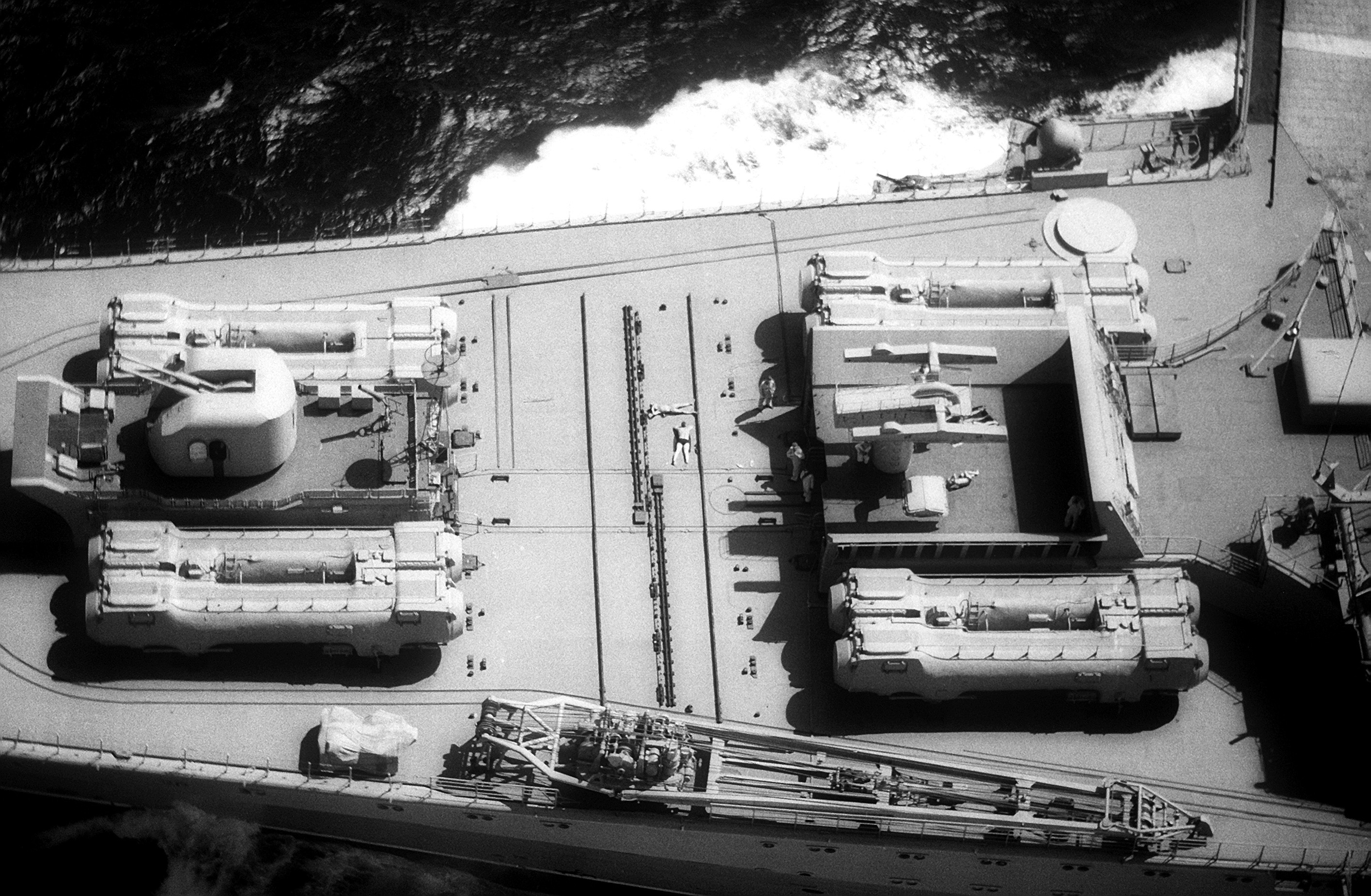
Sistema P-500 Bazalt com 12 lançadores no Porta-aviões soviético Kiev.

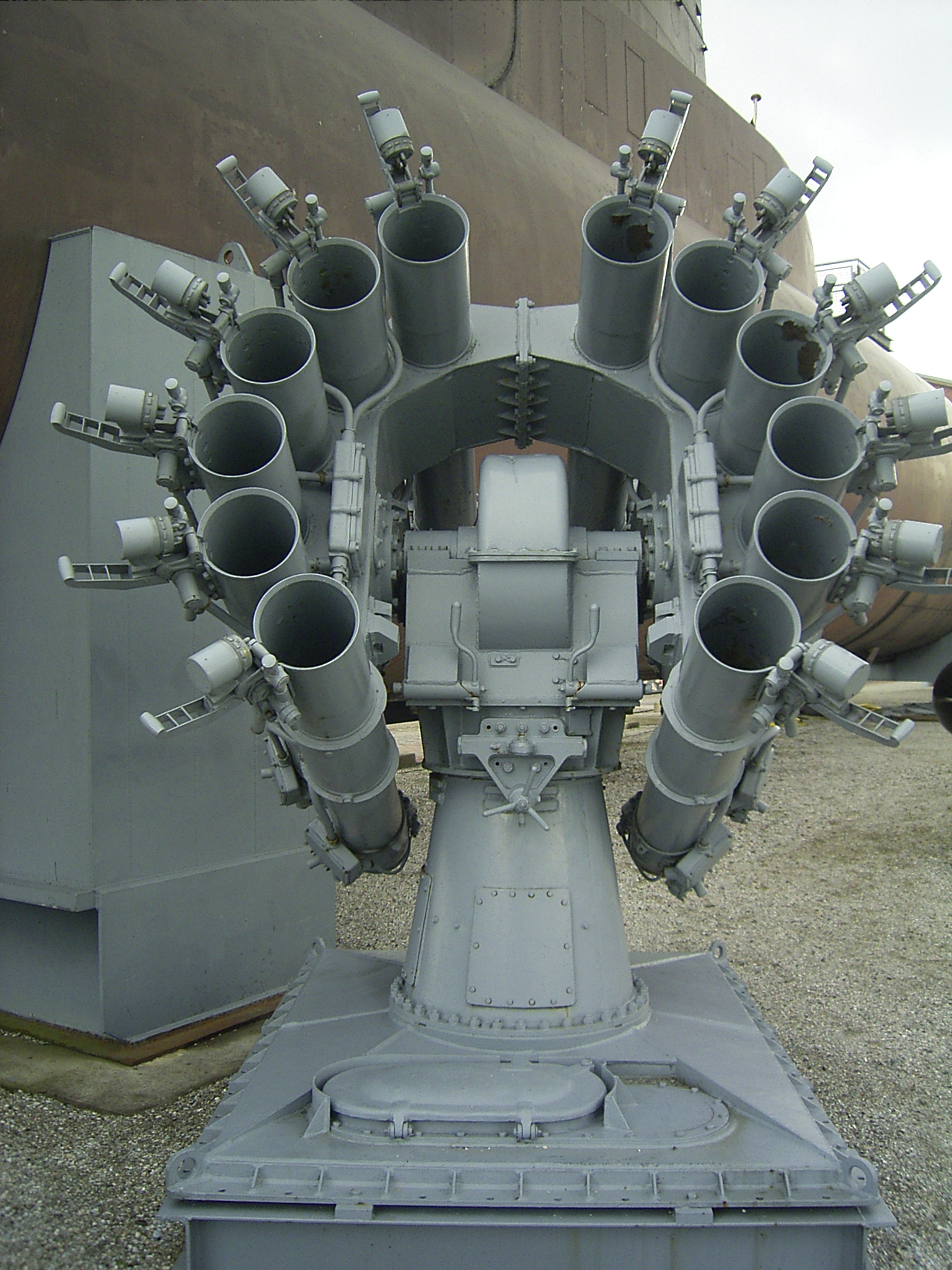
Sistema anti-submarino RBU-6000.

- 16 x mísseis anti-navio P-500 Bazalt (SS-N-12 Sandbox)
- 64 x mísseis terra-ar de longo alcance S-300PMU Fort (SA-N-6 Grumble)
- 2 x lançadores duplos de mísseis terra-ar OSA-M (SA-N-4 Gecko)

Armas
- 1 x canhão multipropósito duplo cal. 70 AK-130 de 130 mm (5,12 in)
- 6 x sistemas sêxtuplos AK-630 de 30 mm (1,18 in)

Torpedos e outros
- 2 x sistemas com doze lançadores de foguetes anti-submarino RBU-6000
- 2 x lançadores quíntuplos de torpedos de 533 mm (21,0 in)